# Pentacle
Pentacle (v překladu z angličtiny pentagram) je nizozemská death metalová kapela z obce Bladel v provincii Severní Brabantsko, která vznikla v roce 1989.
Debutové studiové album ...Rides the Moonstorm vyšlo v roce 1998 pod hlavičkou nizozemského vydavatelství Damnation Records.

K roku 2021 má kapela na svém kontě celkem tři dlouhohrající alba a vícero dalších nahrávek.

## Diskografie

### Dema
- Caressed by Both Sides (1992)[1]
- Winds of the Fall (1993)

### Studiová alba
- ...Rides the Moonstorm (1998)
- Under the Black Cross (2005)
- Spectre of the Eight Ropes (2018)

### EP
- Exalted Journey (1995)
- The Fifth Moon (1996)
- Ancient Death (2001)
- Archaic Undead Fury (2005)
- Five Candles Burning Red (2014)

### Kompilace
- The Fifth Moon…Beyond and Back (2014)

### Live alba
- Into the Depths of Mill (2013)

### Split nahrávky
- Desaster... in League with... Pentacle (2000) – společně s kapelou Desaster
- Dunkel besatthet (2002) – společně s kapelou Repugnant
- Eternal Solstice / Pentacle (2013) – společně s kapelou Eternal Solstice
- Liquefied Blood of the Saints / Five Candles Burning Red (2013) – společně s kapelou Mortem
- Invocations of the Death-Ridden (2016) – společně s kapelou Sadistic Intent
- Pentacle / Sabbat (2018) – společně s kapelou Sabbat